# Rahmon Fletcher
Rahmon Fletcher (Kansas City, 16 novembre 1988) è un ex cestista statunitense.

## Palmarès
- British Basketball League: 2

Newcastle Eagles: 2014-15, 2020-2021
- BBL Trophy: 2

Newcastle Eagles: 2014–15, 2019-20
- BBL Cup: 3

Newcastle Eagles: 2014–15, 2015–16, 2016–17